# Topoisomerase
Topoisomeraser er en gruppe enzymer, der kan ændre på DNA-molekylers topologi. Den vigtigste effekt af dette er regulering af omfanget af DNA-supercoiling. Topoisomeraser kan opdeles i type I og type II topoisomeraser; type I klipper kun den ene DNA-streng, mens type II topoisomeraser klipper begge DNA-strenge. Topoisomerasen har i mange år været et vigtigt mål for medicin som bruges til kræftbehandling, f.eks. etoposide, daunorubicin og doxorubicin.

## Eksterne links
Om topoisomeraser, arkivhjemmeside for forskningsgruppe på Aarhus Universitet der forsker i topoisomerase II Arkiveret 2. november 2007 hos  Wayback Machine
Om topoisomeraser, arkivhjemmeside for forskningsgruppe på Aarhus Universitet der forsker i topoisomerase I Arkiveret 2. november 2007 hos  Wayback Machine
| Naturvidenskab | Spire Denne naturvidenskabsartikel er en spire som bør udbygges. Du er velkommen til at hjælpe Wikipedia ved at udvide den. |